# Степные Выселки
Степные Выселки — деревня в Чернском районе Тульской области в составе Северного сельского поселения.

## География
Находится в юго-западной части Тульской области на расстоянии приблизительно 16 км на север-северо-восток по прямой от поселка Чернь, административного центра района.

## История
В 1859 году здесь (деревня Чернского уезда Тульской губернии) было отмечено 7 дворов, в конце 1930-х годов — 60.

## Население
Постоянное население составляло 93 человека (1859 год), 14 (русские 93 %) в 2002 году, 8 в 2010.